# Casirate d'Adda
Casirate d'Adda est une commune italienne de la province de Bergame dans la région Lombardie en Italie.

## Administration
| Période                                  | Période | Identité | Étiquette | Qualité |
| ---------------------------------------- | ------- | -------- | --------- | ------- |
|                                          |         |          |           |         |
| Les données manquantes sont à compléter. |         |          |           |         |

### Hameaux
Cascine San Pietro

### Communes limitrophes
Arzago d'Adda, Calvenzano, Cassano d'Adda, Rivolta d'Adda, Treviglio